# ند کلی (فیلم ۲۰۰۳)
ند کلی (انگلیسی: Ned Kelly) فیلمی است در سبک جنایی، زندگی‌نامه‌ای، و وسترن به کارگردانی گرگور جوردن که در سال ۲۰۰۳ منتشر شد.

## موضوع فیلم
جوانی به نام ند کلی در سال ۱۸۷۱ به اتهام سرقت اسب زندانی می‌شود. وی دو سال بعد از زندان آزاد شده و به نزد خانواده اش باز می‌گردد اما ...

## جوایز
در سال ۲۰۰۳، این فیلم ازسوی انجمن فیلم استرالیا نامزد دریافت جایزه در ۹ رشته شد و دو جایزه بهترین طراحی صحنه و بهترین طراحی لباس را به دست آورد.
| جایزه                                       | رشته                       | نام               | نتیجه    |
| ------------------------------------------- | -------------------------- | ----------------- | -------- |
| جایزه ای‌ای‌سی‌تی‌ای (انجمن فیلم استرالیا ۲۰۰۳) | بهترین کارگردانی           | گرگور جردن        | نامزدشده |
| جایزه ای‌ای‌سی‌تی‌ای (انجمن فیلم استرالیا ۲۰۰۳) | بهترین فیلمنامه اقتباسی    | جان مایکل مک‌دونا  | نامزدشده |
| جایزه ای‌ای‌سی‌تی‌ای (انجمن فیلم استرالیا ۲۰۰۳) | بهترین بازیگر نقش اول مرد  | هیث لجر           | نامزدشده |
| جایزه ای‌ای‌سی‌تی‌ای (انجمن فیلم استرالیا ۲۰۰۳) | بهترین بازیگر نقش مکمل مرد | اورلاندو بلوم     | نامزدشده |
| جایزه ای‌ای‌سی‌تی‌ای (انجمن فیلم استرالیا ۲۰۰۳) | بهترین فیلمبرداری          | اولیور استیپلتن   | نامزدشده |
| جایزه ای‌ای‌سی‌تی‌ای (انجمن فیلم استرالیا ۲۰۰۳) | بهترین تدوین               | جان گرگوری        | نامزدشده |
| جایزه ای‌ای‌سی‌تی‌ای (انجمن فیلم استرالیا ۲۰۰۳) | بهترین طراحی صحنه          | استیون جونز-اوانز | برنده    |
| جایزه ای‌ای‌سی‌تی‌ای (انجمن فیلم استرالیا ۲۰۰۳) | بهترین طراحی لباس          | آنا بورگسی        | برنده    |
| جایزه ای‌ای‌سی‌تی‌ای (انجمن فیلم استرالیا ۲۰۰۳) | بهترین صدا                 | گری ویلکینز       | نامزدشده |
| جایزه ای‌ای‌سی‌تی‌ای (انجمن فیلم استرالیا ۲۰۰۳) | بهترین صدا                 | کالین میلر        | نامزدشده |
| جایزه ای‌ای‌سی‌تی‌ای (انجمن فیلم استرالیا ۲۰۰۳) | بهترین صدا                 | آدریان رودس       | نامزدشده |
| جایزه ای‌ای‌سی‌تی‌ای (انجمن فیلم استرالیا ۲۰۰۳) | بهترین صدا                 | کریس بردن         | نامزدشده |

## بازیگران
- هیت لجر در نقش ند کلی
- اورلاندو بلوم در نقش جو باریون
- نائومی واتس در نقش جولیا کوک
- فیلیپ بارانتینی در نقش استیو هارت
- جفری راش در نقش سرپرست فرانسیس هار
- جوئل اجرتون در نقش آرون شرت
- کری کندن در نقش کیت کلی
- امیلی براونینگ در نقش گریس کلی
- ریچل گریفیتس در نقش سوزان اسکات
- ساسکیا برمایستر در نقش جان جونز
- رابرت تیلور